# Educación en geociencias
También conocida como educación en ciencias de la Tierra, es el proceso de enseñanza y aprendizaje del conocimiento relacionado con el estudio de las características, procesos y sistemas físicos de la Tierra, así como de los eventos naturales e inducidos por el hombre. 
Además de la transmisión de conocimientos del campo, la educación en geociencias también desarrollar habilidades generales y específicas, conciencia ambiental y preparación para futuras carreras o investigaciones en el ámbito geocientífico.
El Journal of Geoscience education, el Journal of Astronomy and Earth Science Education y el International Journal of Earth System Education (IJESE)  son algunas de las publicaciones relacionadas con la educación en geociencias. 

## Instituciones
En la mayoría de universidades del mundo existen currículos que abordan la educación en geociencias. Además, varias organizaciones transnacionales tienen como interés la educación en geociencias incluyendo:
- Comisión de Enseñanza de las Geociencias (COGE): Comité científico mundial, creado en 2004 y dependiente de la Unión Internacional de Ciencias Geológicas (UICG).
- International Geoscience Education Organisation (IGEO): Que tiene como objetivo promover la enseñanza de las geociencias a escala internacional a todos los niveles, trabajar por la mejora de la calidad de la enseñanza de las geociencias a escala internacional y fomentar desarrollos que sensibilicen al público sobre las geociencias, especialmente entre los más jóvenes.
- Iniciativa GeoForAll de la fundación OSGeo: Que busca eliminar la brecha digital y empoderar a todos como ciudadanos de pleno derecho, así como contribuir a la construcción del Conocimiento Abierto en beneficio de toda la sociedad y de nuestras futuras generaciones. Nos gustaría dar las gracias a todos los educadores del mundo que han contribuido a los esfuerzos de la educación abierta y a ser buenos ciudadanos del mundo ayudando a difundir los beneficios de la educación para todos.